# Roșia de Secaș
Roșia de Secaș (veraltet Roșia; deutsch Rothkirch, ungarisch Székásveresegyháza) ist eine rumänische Gemeinde im Kreis Alba in der Region Siebenbürgen.
Der Ort ist auch unter der veralteten rumänischen Bezeichnung Roșie de Secaș, der  deutschen Rothkirchen und den ungarischen Szászveresegyháza, Székesegyház und Veresegyháza bekannt.

## Geographische Lage

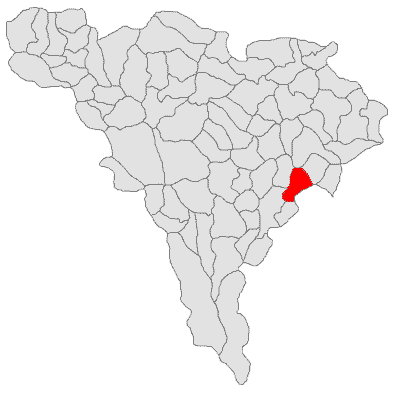
Lage der Gemeinde Roșia de Secaș im Kreis Alba

Die Gemeinde Roșia de Secaș liegt im Südosten des Kreises Alba, am Fluss Secaș – einem linken Zufluss der Kokel – im Osten des Zekesch-Hochlandes (Podișul Secașelor) im Südwesten des Siebenbürgischen Beckens. An der Kreuzung der Kreisstraßen (Drum județean) DJ 107B und DJ 106L, befindet sich der Ort Roșia de Secaș 22 Kilometer von der nächsten größeren Stadt Blaj (Blasendorf) entfernt. Die Kreishauptstadt Alba Iulia liegt 54 Kilometer (über Sebeș) westlich von Roșia de Secaș entfernt.

## Geschichte
Nach Berichten von M. Roska wurden auf dem Gebiet des Dorfes archäologische Funde aus der Spätbronzezeit gemacht.
Der Ort Roșia de Secaș, ursprünglich ein siebenbürgisch-sächsisches Hörigendorf, wurde (nach unterschiedlichen Angaben) erstmals 1266 oder 1306 unter der Bezeichnung Veresegyhaz urkundlich erwähnt. Seit dem 16. Jahrhundert wird der Ort auch von Rumänen bewohnt.
Die Hauptbeschäftigung der Bevölkerung sind die Landwirtschaft und die Viehzucht.

## Bevölkerung
Die Bevölkerung der Gesamtgemeinde entwickelte sich wie folgt:
| 1850 | 2.694 | 1.827 | 3  | 763 | 101          |
| 1900 | 3.297 | 2.343 | 49 | 871 | 34           |
| 1941 | 4.477 | 3.516 | 8  | 942 | 11           |
| 1977 | 2.752 | 2.348 | 3  | 250 | 151          |
| 2002 | 1.696 | 1.550 | 5  | 11  | 130          |
| 2011 | 1.542 | 1.412 | 7  | 3   | 120          |
| 2021 | 1.405 | 1.263 | 2  | -   | 140 (2 Roma) |

Die höchste Einwohnerzahl der heutigen Gemeinde – und gleichzeitig die der Rumänen – wurde 1941 ermittelt. Die höchste Anzahl der Ungarn wurde 1900, die der Deutschen 1941 (939 davon im eingemeindeten Dorf Ungurei) und die der Roma (222) 1956 festgestellt. In Ungurei wurde 1890 ein Ukrainer registriert.
Im eingemeindeten Dorf Ungurei (Gergeschdorf) lebten seit der Volkszählung von 1850 bis 1941 etwa nur halb so viele Rumänen wie Deutsche. Seit der Massenauswanderung der Siebenbürger Sachsen ab 1990 leben auch hier fast durchweg Rumänen und 15 % Roma.

## Sehenswürdigkeiten
- Die rumänisch-orthodoxe Kirche, Sf. Nicolae, 1903 errichtet, 2004 umgebaut.
- Die Holzkirche Sf. Gheorghe im eingemeindeten Dorf Tău (Weierdorf), 1780 errichtet und 1820 umgebaut, steht unter Denkmalschutz.[9]

## Persönlichkeiten
- Nicolae Pauletti (1816–1848), Pfarrer, Dichter und Übersetzer, geboren in Roșia de Secaș.[10]